# Muhammad XII
Muhammad XII Abu Abdallah (arab. أبو عبد الله محمد الثاني عشر) (ur. 1459 w Granadzie, zm. 1527, według innych źródeł 1533 w Fezie), przez współczesnych mu Hiszpanów zwany Boabdil, a także el chico (Dziecko) lub el Zogoibi (Nieszczęśliwy) – emir Grenady w latach 1482–1483 i 1485–1492.

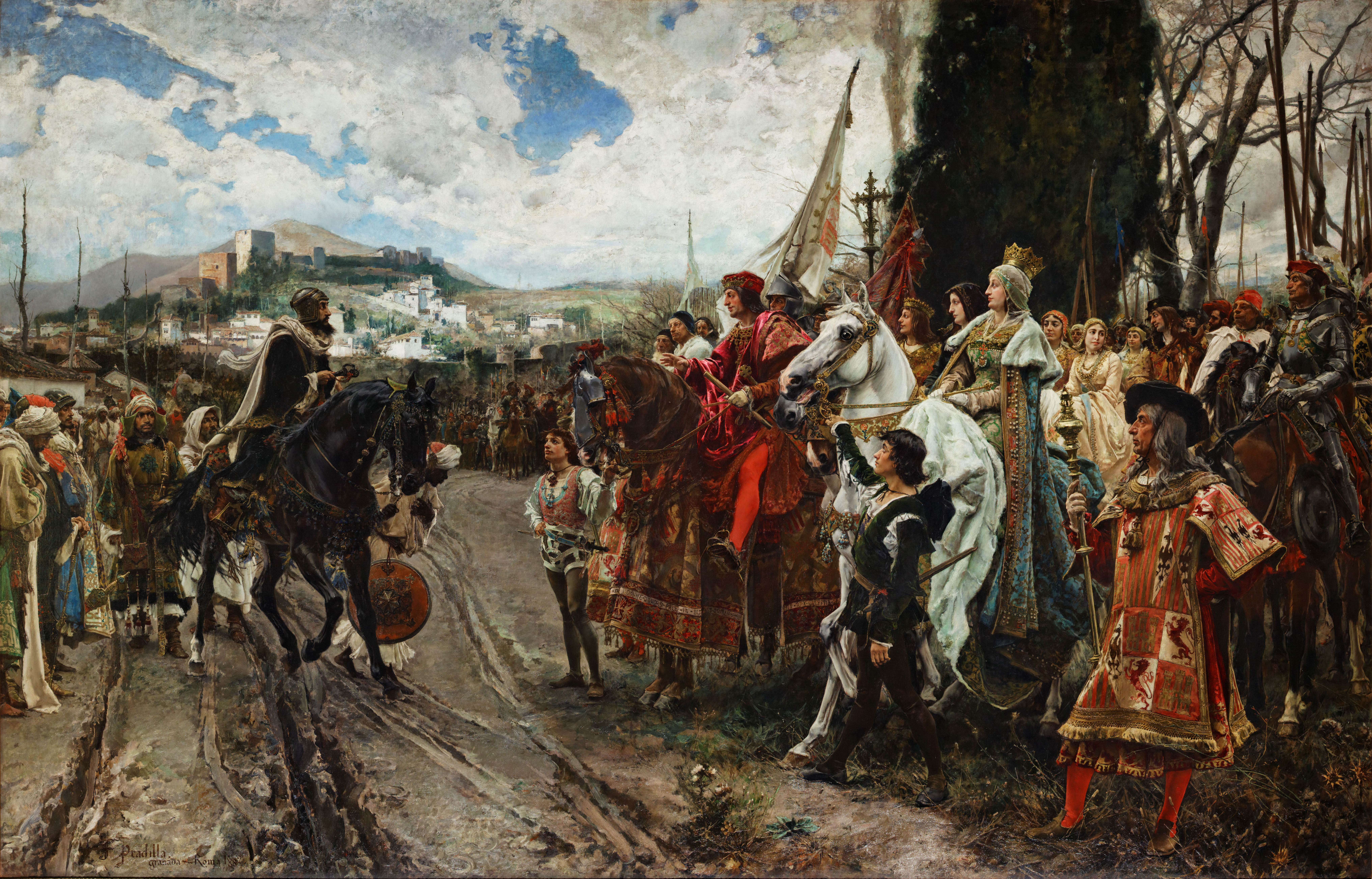
Muhammad XII poddaje Grenadę Izabeli Kastyliskiej i Ferdynandowi Aragońskiemu. Obraz Francisco Pradilla y Ortiz z 1882

W 1482 r. zasiadł na tronie z pomocą rodu Abencerrajes po obaleniu swojego ojca Abu l-Hasana Alego zwanego Muley Hacén (1464–1482). Powodem zmiany na tronie był konflikt w łonie dynastii Nasrydów. Abu l-Hasan Ali chciał przekazać władzę synom swojej chrześcijańskiej konkubiny Isabel de Solis zwanej Soraya. Nie mogła się z tym pogodzić jego główna żona Aisha al-Horra, która wspierała swojego syna Boabdila. Już w 1483 r. Muhammad XII dostał się do hiszpańskiej niewoli po klęsce pod Luceną. Wolność odzyskał po śmierci ojca w 1485 r. Musiał wówczas pójść na ustępstwa wobec Kastylii. Osiadł w Guadix co oznaczało podział Emiratu Grenady pomiędzy niego i wuja Muhammada XIII zwanego az Zagal. Boabdil zdołał zjednoczyć kraj, ale jego władza była coraz słabsza. Kraj pogrążał się w chaosie. Hiszpanie zdobywali kolejne twierdze, a równocześnie trwała wojna domowa, gdyż Muhammad XIII usiłował odzyskać władzę.
W 1487 r. Hiszpanie zdobyli Málagę Boabdil poprosił o wsparcie Turków. Pomoc ograniczyła się do ataków korsarzy na wybrzeża. W 1489 r. upadła Almería. W 1491 r. rozpoczęło się oblężenie Grenady. 2 stycznia 1492 r. Muhammad XII kapitulował przekazując miasto katolickim królom: Izabeli Kastylijskiej i Ferdynandowi Aragońskiemu.
Po upadku Emiratu Grenady Boabdil mieszkał do 1494 r. w przekazanych mu przez Hiszpanów dobrach Alpujarras. Następnie przeniósł się do Fezu, gdzie zamieszkał pod opieką sułtana Abu al-Abbasa Ahmada ibn Muhammada. Bezskutecznie starał się o odzyskanie Grenady.
Na przełęczy na południe od Grenady znajduje się miejsce, skąd można po raz ostatni spojrzeć na Grenadę. To miejsce nazywa się El suspiro del moro (Westchnienie Maura). Z niego po raz ostatni Boabdil oglądał utraconą stolicę. W 1995 r. Salman Rushdie opublikował na ten temat książkę Ostatnie westchnienie Maura.
W 1892 r. Maurycy Moszkowski skomponował operę Boabdil, ostatni król Maurów.

## Literatura
- Arnold Hottinger, Die Mauren. Arabische Kultur in Spanien, München 2005.
- Ulrich Haarmann, Geschichte der Arabischen Welt, München 2004.